# 覺猷
覺猷（日语：／ Kakuyū，1053年—1140年10月27日）是平安時代後期的天台僧。一般稱作鳥羽僧正，不僅是擔任日本佛教界重職的高僧，也精通繪畫，被認為是『鳥獸人物戲畫』（鳥獸戲畫）、『放屁合戰』等畫作的作者，也被視為漫畫的始祖。

## 經歴
天喜元年（1053年），作為源隆國的第九子出生。年少時出家，在園城寺修行天台佛教・密教，同時也鑽研畫技。
歷任四天王寺別當、法成寺別當、園城寺長吏等大寺社的要職之間，被任命為僧正、大僧正。
1138年，就任47世天台座主，但是，3日後退任。之後移至鳥羽上皇居住的鳥羽離宮的証金剛院，擔任離宮的護持僧。以後，被稱作鳥羽僧正。
保延6年（1140年），以近90歳的高齡去世。據說對弟子留下「遺產的處分必須以腕力決定」的遺言。

## 關連項目
- 鳥羽上皇
- 漫畫（鳥羽繪）